# Gobernador general de Australia
El gobernador general de Australia es una figura política establecida por la Constitución de la Mancomunidad de Australia para ejercer las funciones de jefe Estado, en representación del monarca australiano, como proclamar leyes, nombrar jueces y ministros y realizar otras tareas de gran importancia. En términos del protocolo, la figura es la más alta de Australia (después del rey). El gobernador general preside el Consejo Ejecutivo Federal y es el comandante en jefe de las fuerzas de defensa.
Según el texto literal de la Constitución de la Mancomunidad de Australia un gobernador general nombrado por el rey debe ser el representante de Su Majestad en la Mancomunidad, para ejercer control sobre el Gobierno federal y ejercer poder de veto a leyes propuestas. Estos extensos poderes políticos están regulados por una regla no escrita de convención constitucional que indica que el gobernador general primero pide opinión al primer ministro y a otros miembros del Gobierno. En prácticamente todos los casos, la opinión es vinculante de manera que, en la práctica, es muy raro que el gobernador general tome decisiones importantes y nunca decide vetar leyes.
La principal actividad del gobernador general es la de auspiciar, articular y representar asuntos que tienden a unir a la nación australiana. Para ello el gobernador general viaja con frecuencia por toda Australia, participa en festividades y conmemoraciones, inaugura obras, etc.
Tras el referéndum republicano de 1999, la proclamación de la república australiana fue derrotada por una división en el bando republicano, entre quienes favorecían que el futuro presidente fuera elegido por el parlamento y quienes favorecían que fuera elegido en votación popular, estos últimos se unieron a los monárquicos, pues la opción republicana era la opción por elección parlamentaria, es por esta razón que se mantuvo a la reina Isabel II como monarca y, posteriormente, al rey Carlos III como jefe de Estado y a un gobernador/a general como su representante en Australia.
En la actualidad, ocupa el cargo Samantha Mostyn, sucediendo de este modo a David Hurley.

## Gobernadores generales de Australia

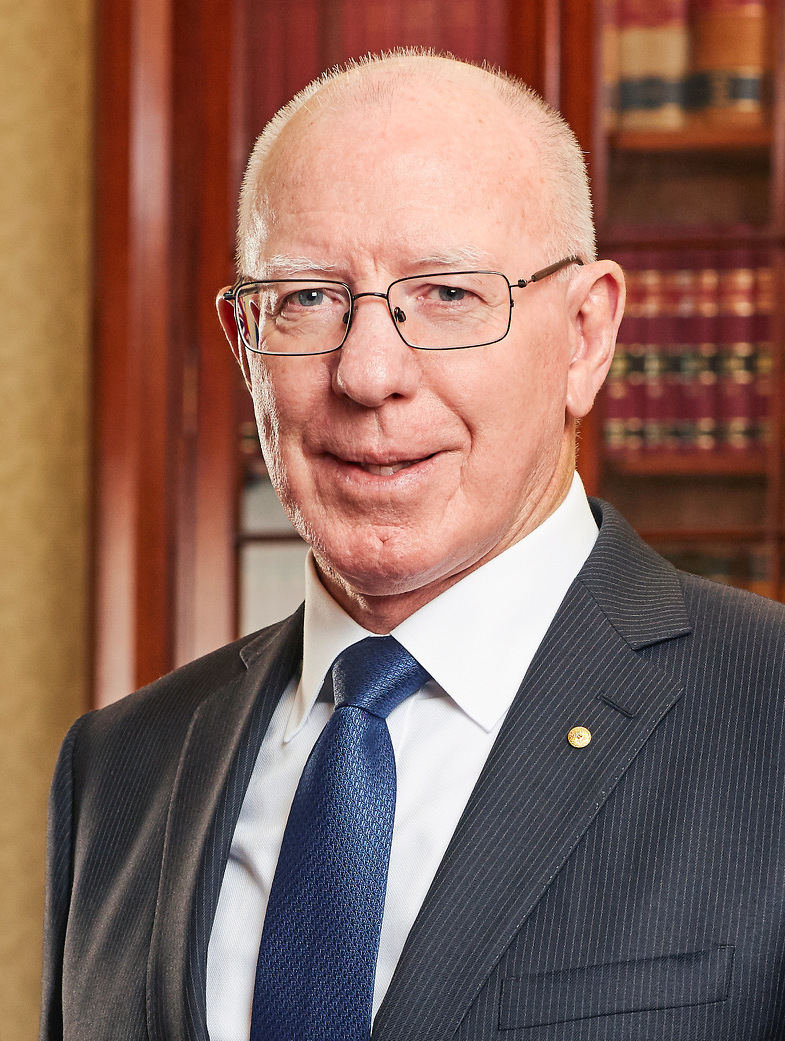
David Hurley, 27.º gobernador general de Australia

1. John Adrian Louis Hope, VII conde de Hopetoun y I marqués de Linlithgow (1860-1908). Del 1 de enero de 1901 al 9 de enero de 1903.
2. Hallam Tennyson, II barón Tennyson (1852-1928). Del 9 de enero de 1903 al 21 de enero de 1904.
3. Henry Stafford Northcote, I barón Northcote. (1846-1911). Del 21 de enero de 1904 al 9 de septiembre de 1908.
4. William Humble Ward, II conde de Dudley (1867-1932). Del 9 de septiembre de 1908 al 31 de julio de 1911.
5. Thomas Denman, III barón Denman (1874-1954). Del 31 de julio de 1911 al 18 de mayo de 1914.
&. Ronald Craufurd Munro Ferguson (1860-1934). Del 18 de mayo de 1914 al 6 de octubre de 1920.
7. Henry William Forster, I barón Forster (1866-1936). Del 6 de octubre de 1920 al 8 de octubre de 1925.
8. John Lawrence Baird, I barón Stonehaven (1874-1941). Del 8 de octubre de 1925 al 21 de enero de 1931.
9. Isaac Alfred Isaacs (1855-1948). Del 21 de enero de 1931 al 23 de enero de 1936.
10. Alexander Gore Arkwright Hore-Ruthven, I barón Gowrie (1872-1955). Del 23 de enero de 1936 al 30 de enero de 1945.
11. El príncipe Enrique, duque de Gloucester (1900-1974). Del 30 de enero de 1945 al 11 de marzo de 1947.
12. William John McKell (1891-1985). Del 11 de marzo de 1947 al 8 de mayo de 1953.
13. William Joseph Slim (1891-1970). Del 8 de mayo de 1953 al 2 de febrero de 1960.
14. William Shepherd Morrison, I vizconde Dunrossil (1893-1961). Del 2 de febrero de 1960 al 3 de febrero de 1961.
15. William Philip Sidney, I vizconde De L'Isle (1909-1991). Del 3 de agosto de 1961 al 7 de mayo de 1965.
16. Richard Gardiner Casey, barón Casey (1890-1976). del 7 de mayo de 1965 al 30 de abril de 1969.
17. Paul Meernaa Caedwalla Hasluck (1905-1993). Del 30 de abril de 1969 al 11 de julio de 1974.
18. John Robert Kerr (1914-1991). Del 11 de julio de 1974 al 8 de diciembre de 1977.
19. Zelman Cowen (1919-2011). Del 8 de diciembre de 1977 al 29 de julio de 1982.
20. Ninian Stephen (1923-2017). Del 29 de julio de 1982 al 16 de febrero de 1989.
21. Bill Hayden (1933-2023). Del 16 de febrero de 1989 al 16 de febrero de 1996.
22. William Patrick Deane (nacido en 1931). Del 16 de febrero de 1996 al 29 de junio de 2001.
23. Peter Hollingworth (nacido en 1935). Del 29 de junio de 2001 al 28 de mayo de 2003.
24. Michael Jeffery (1937-2020). Del 28 de mayo de 2003 al 5 de septiembre de 2008.
25. Quentin Bryce (nacida en 1942). Del 5 de septiembre de 2008 al 28 de marzo de 2014.
26. Peter Cosgrove (nacido en 1947). Del 28 de marzo de 2014 al 1 de julio de 2019.
27. David Hurley (nacido en 1953). Del el 1 de julio de 2019 al 1 de julio de 2024.
28. Samantha Mostyn (nacida en 1965). Desde el 1 de julio de 2024.